# La Canonja
La Canonja es un municipio español de la provincia de Tarragona, en la comunidad autónoma de Cataluña. El término municipal, ubicado en la comarca del Tarragonés, tiene una población de 5943 habitantes (INE 2024).

## Geografía
Integrado en la comarca de Tarragonés, se sitúa a 6 km del centro de Tarragona. El término municipal está atravesado por la autovía del Mediterráneo (A-7), por la carretera nacional N-340 y por la autovía autonómica T-11 (antigua N-420), que une Reus con Tarragona. El relieve del municipio es prácticamente llano, oscilando entre los 45 y los 15 m sobre el nivel del mar. La capital municipal se alza a 38 m sobre el nivel del mar. El municipio tiene una extensión de 7,33 km².[cita requerida]
| Noroeste: Reus | Norte: Reus   | Nordeste: Reus y Tarragona |
| Oeste: Reus    |               | Este: Tarragona            |
| Suroeste: Reus | Sur: Vilaseca | Sureste: Tarragona         |

## Historia
Se han encontrado vestigios que confirman que en la época romana hubo asentamientos. [cita requerida]
La Canonja fue un municipio de la comarca del Tarragonés hasta el año 1964, cuando pasó a formar parte del municipio de Tarragona, y se constituyó como entidad municipal descentralizada, mediante un decreto del presidente de la Generalidad de Cataluña 50/1982, de 4 de febrero. Por acuerdo del consejo plenario municipal de fecha 14 de abril de 1983, quedaron fijadas las competencias a transferir al ELM de La Canonja y las relaciones de colaboración.
Por acuerdo del plenario del Ayuntamiento de Tarragona del 27 de mayo de 2004, este ayuntamiento manifestó su voluntad de iniciar los trámites para que La Canonja pudiera constituirse en municipio propio. En abril de 2007 se remitió la petición a la Generalidad de Cataluña. En septiembre del 2008 la Generalidad de Cataluña y el Parlamento de Cataluña dieron sucesivamente un informe desfavorable y votaron en contra de la independencia de La Canonja ya que esta no se hallaba a más de 3000 m de otro núcleo de población. Sin embargo, al tratarse de una reclamación histórica que cuenta con el consenso de todas las partes implicadas se accedió a crear una ley específica sobre La Canonja. El 15 de abril de 2010, por el voto unánime de todo el parlamento catalán se aprobó el proyecto de ley por el cual La Canonja se separaba de Tarragona y se constituía como municipio independiente.

## Demografía
| Gráfica de evolución demográfica de La Canonja entre 1842 y 1960 |
| |
| Población de derecho según los censos de población del INE Población de hecho según los censos de población del INEEntre el censo de 1857 y el anterior, crece el término del municipio porque incorpora a 435012 (Mariscart). Entre el censo de 1970 y el anterior, este municipio desaparece porque se integra en el municipio 43148 (Tarragona) |

| Gráfica de evolución demográfica de La Canonja entre 2011 y 2021 |
| |
| Población de derecho según los censos de población del INE Población de hecho según los censos de población del INEEntre el censo de 2011 y el anterior, aparece este municipio porque se segrega del municipio 43148 (Tarragona).- Nota: Este hecho se produjo en 2010 |

## Administración y política

### Elecciones municipales de 2011
En las elecciones municipales celebradas el 20 de mayo de 2011, el PSC obtuvo nueve concejales, CiU tres, y el PP uno.
| Partido político                           | Votos obtenidos | %     | Concejales |
| Partit dels Socialistes de Catalunya (PSC) | 1488            | 60,41 | 9          |
| Convergència i Unió (CiU)                  | 526             | 21,36 | 3          |
| Partido Popular (PP)                       | 309             | 12,55 | 1          |
| Esquerra Republicana de Catalunya (ERC)    | 94              | 3,82  | 0          |
| En blanco                                  | 47              | 1,91  | --         |
| Participación total                        | 2492            | 60,30 | 13         |
| Abstención                                 | 1641            | 39,70 | --         |

### Elecciones municipales de 2015
En las elecciones municipales celebradas el 24 de mayo de 2015, el PSC obtuvo diez concejales. CiU, la CUP y el PP obtuvieron un concejal cada uno, resultando reelegido el alcalde Roc Muñoz Martínez.
| Partido político                           | Votos obtenidos | %     | Concejales |
| Partit dels Socialistes de Catalunya (PSC) | 1574            | 61,87 | 10         |
| Convergència i Unió (CiU)                  | 302             | 11,87 | 1          |
| Candidatura d'Unitat Popular (CUP)         | 300             | 11,79 | 1          |
| Partido Popular (PP)                       | 208             | 8,18  | 1          |
| Esquerra Republicana de Catalunya (ERC)    | 125             | 4,91  | 0          |
| En blanco                                  | 35              | 1,38  | --         |
| Participación total                        | 2563            | 58,61 | 13         |
| Abstención                                 | 1810            | 41,39 | --         |

### Elecciones municipales de 2019
Tras la celebración de los comicios del 26 de mayo de 2019, y tras el aumento de participación, el nuevo consistorio se formaría con nueve concejales para el PSC, uno para Som Poble - La Canonja, uno para Cs, uno para JxCat - La Canonja y un escaño para Esquerra Republicana - La Canonja.
| Partido político                           | Votos obtenidos | %     | Concejales |
| Partit dels Socialistes de Catalunya (PSC) | 1734            | 62,69 | 9          |
| Som Poble - La Canonja (SP-Amunt)          | 285             | 10,30 | 1          |
| Ciutadans - Partido de la Ciudadanía (Cs)  | 229             | 8,28  | 1          |
| Junts Per La Canonja - JxCat               | 199             | 7,19  | 1          |
| Esquerra Republicana de Catalunya (ERC)    | 189             | 6,83  | 1          |
| Partido Popular (PP)                       | 121             | 4,37  | 0          |
| En blanco                                  | 9               | 0,33  | --         |
| Participación total                        | 2783            | 63,60 | 13         |
| Abstención                                 | 1593            | 36,40 | --         |

## Patrimonio

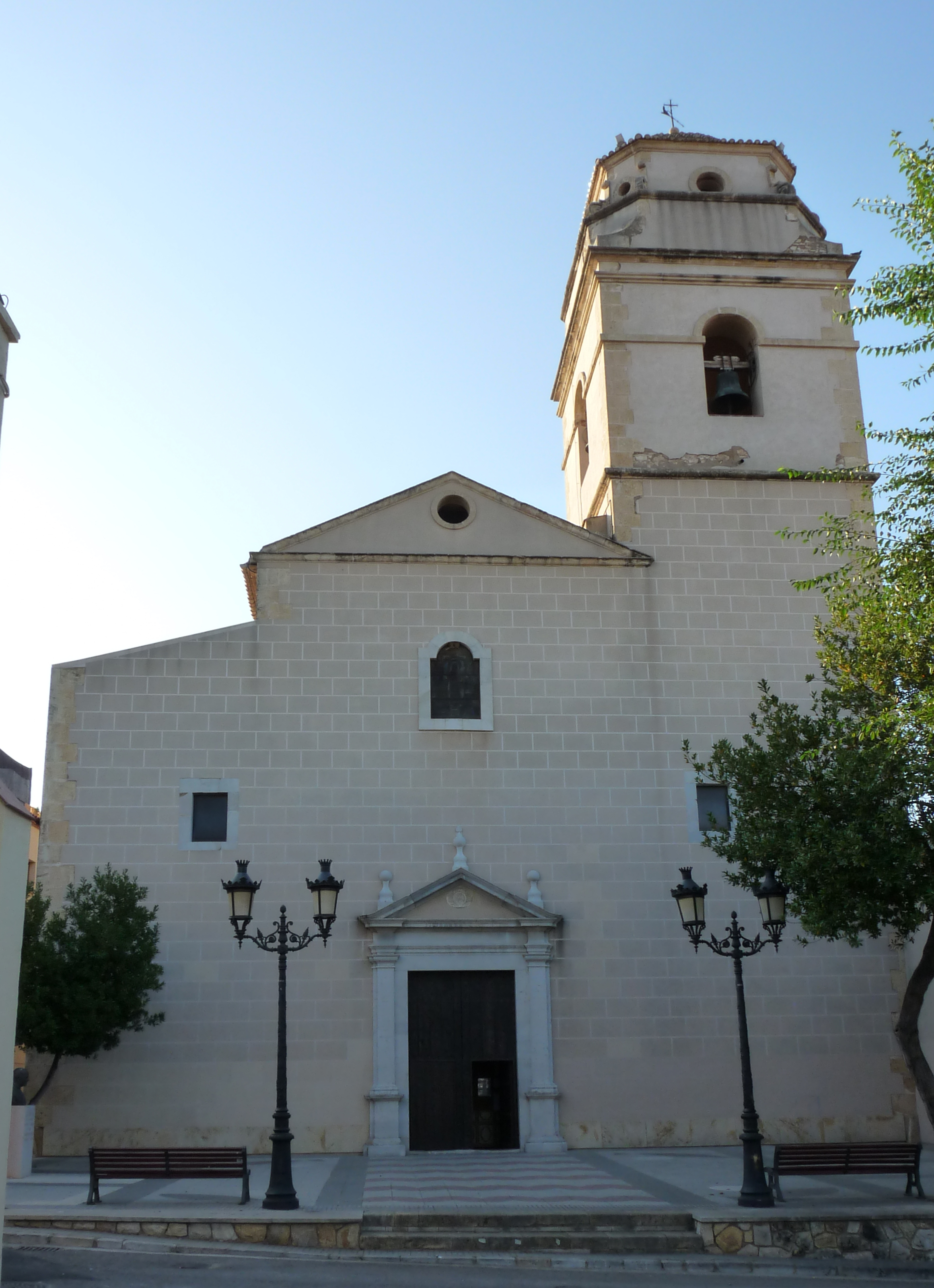
Iglesia de San Sebastián

- Iglesia de la Virgen de la Esperanza.
- Iglesia de San Sebastián.
- El Castillo de Masricart.
- Refugios.
- Plaza Cataluña.
- Orfeón.

### Yacimiento del Barranco de la Boella
En el término municipal de La Canonja se encuentra el yacimiento paleontológico del Barranco de la Boella, situado a 5 kilómetros de la costa ya  50 metros de altura sobre el nivel del mar. En este yacimiento se han localizado restos de elefante, rinoceronte, caballo, ciervo y herramientas de piedra. Entre los restos líticos se encuentran herramientas de sílex de hace un millón de años, la evidencia más antigua en Europa de la cultura achelense.

## Cultura

### Fiestas y tradiciones
En La Canonja se celebran dos fiestas mayores, la de invierno el día 20 de enero, festividad de San Sebastián, patrón del pueblo y la de verano el día 15 de agosto, y también la Fiesta de la Municipalidad, el 15 de abril y el 5 de agosto, la fiesta mayor de Masricart.
La Canonja cuenta con un "seguici popular" que ha ido creciendo en los últimos años, aconteciendo en un conjunto de elementos con mucho interés por la población local, como también por la gente de fuera. En este "seguici" destaca el Ball de Diables de la Canonja.
Las tres fiestas participan grupos y elementos de cultura popular y tradicional de La Canonja, como els Gegants, Bià y Esperança, en honor a los patrones del pueblo, San Sebastián y la Madrededios de la Esperanza.

### Instalaciones deportivas
La Canonja dispone de una piscina no cubierta que se abre al público durante la temporada de verano, desde el mes de junio hasta el mes de septiembre.
También dispone de un polideportivo donde se hacen actividades para menores y para mayores; además de un gimnasio.

### Entidades sociales
| - A.V.V. Castell de Masricart - A.V.V. La Unión del Sector Norte de La Canonja. - Agrupament Escolta i Guia Bisbe Borràs - Asociación de madres y padres de alumnos del CEIP La Canonja - Ateneu Popular la Mina - Ball de Diables de la Canonja - Banda de cornetas y tambores - CAP La Canonja - CEIP La Canonja - Cáritas parroquial La Canonja - Centre d’Estudis Canongins Ponç de Castellví - Club de Fútbol Canonja. - Col·lectiu de Dones. - Col.legi Aura. - Comité Local de Junts per La Canonja. - Comité Local del PSC. - Confraria Santo Entierro. - Cooperativa Agrícola. - E.R.C a La Canonja. - Escola de Fútbol Base S. Sebastià. | - Germandat de Sant Antoni de Pàdua. - Grup Filatèlic i Numismàtic de l’Orfeó Canongí. - Grup de Gegants de l’Orfeó Canongí. - Grup Hípic La Canonja. - IES Collblanc. - Llar d’Infants Mare de Déu de l’Esperança. - Llar municipal de Pensionistes. - Mina de la Concòrdia. - Motor Club La Canonja. - Orfeó Canongí. - Parròquia de Sant Sebastià. - Societat La Nova Amistat. - Unió de Comerciants. - Unión Deportiva España Canonja. - AHC - Amics Handbol La Canonja. - Comparsa Carnaval Picarols. - Asociación juvenil Mico de La Canonja. |